# TRT Arabi
TRT Arabi, (Arabisch: ت ر ت التركية) is een Arabische televisiezender van de Turkse TRT. Die op 4 april 2010 van start is gegaan. TRT Arabi wil met haar uitzendingen zo'n 350 miljoen mensen bereiken. De coördinator van deze zender, Sefer Turan, zegt dat deze zender het antwoord zal zijn op vraag en politieke interesse vanuit de Arabische wereld voor de Turkse.

Bij het startprogramma van deze zender waren onder andere
Bülent Arınç, Ekmeleddin İhsanoğlu, TRT Algemene directeur İbrahim Şahin en Sheikh Tamim bin Hamad al Thami uit Qatar aanwezig.

## Uitzendingen
De zender zend 24 uur per dag programma's uit. De uitzendingen bestaan uit kinderprogramma's, programma's voor vrouwen, entertainment, documentaires en nieuws. De presentatie van de programma's is grotendeels door Arabische presentatoren.